# Lucien Corvisart
François Rémy Lucien Corvisart (født 9. juni 1824 i Thonne la Long, død 24. december 1882 i Paris) var en fransk fysiolog. Han var brorsøn til Jean-Nicolas Corvisart og far til Charles Corvisart.
Corvisart blev Dr. med. 1852 for afhandlingen De la contraction des extrémités en Tétanie. Han fik to år senere Instituttets pris for Dyspepsie et consomption, men nåede dog først 1857 at blive verdenskendt, idet han påviste bugspytkirtlens sekrets evne til at fordøje æggehvide ved hjælp af et stof, pankreatinet (trypsinet), der forvandler æggehvide og lim til ægte peptoner. Sine undersøgelser desangående nedlagde han i Sur une fonction peu connue du pancréas, la digestion des aliments azotés (1858) og i den 1864 udkomne Collection de mémoires sur une fonction peu connue du pancréas. Han nåede også på anden måde højt, blev 1853 læge ved hoffet, 1860 kejserens livlæge og udnævntes til baron 1867.